# Kang Ji-young
Kang Ji-young (hangul: 강지영; Paju, Gyeonggi, 18 de enero de 1994), también conocida como Jiyoung o JY, es una cantante y actriz surcoreana. Es una miembro del grupo femenino Kara.

## Vida personal
Nació el 18 de enero de 1994, en Paju, Corea del Sur. Es prima de la cantante NS Yoon-G.

## Filmografía

### Televisión
| Año  | Título                | Personaje  | Notas              | Ref.  |
| ---- | --------------------- | ---------- | ------------------ | ----- |
| 2020 | Sweet Munchies        | Kim Ah-jin | Protagonista       | [ 2 ] |
| 2021 | Let Me Be Your Knight | Nina       | Aparición especial | [ 3 ] |
| 2023 | Doctora Cha           |            | Aparición especial | [ 4 ] |

### Cine
| Año  | Título                                 | Estudio              | Rol                           |
| ---- | -------------------------------------- | -------------------- | ----------------------------- |
| 2015 | Assassination Classroom                | Robot Communications | Irina Jelavić, "Bitch-sensei" |
| 2015 | Detective Conan: Sunflowers of Inferno | TMS Entertainment    | (voz)                         |
| 2016 | Assassination Classroom: Graduation    | Robot Communications | Irina Jelavić                 |
| 2016 | Kataomoi Spiral                        | TOEI COMPANY, LTD.   | SoYeon                        |
| 2018 | Reon                                   | Phantom Film         | Reon Takanashi                |
| 2023 | 30 Days                                | Woollim Films        | Sang-ah                       |

## Discografía

### Sencillos

#### Como artista principal
| Título                                   | Año  | Posiciones | Posiciones | Posiciones | Ventas                                    | Álbum                |
| Título                                   | Año  | KOR        | JPN Hot    | JPN Oricon | Ventas                                    | Álbum                |
| ---------------------------------------- | ---- | ---------- | ---------- | ---------- | ----------------------------------------- | -------------------- |
| «Merry Love» (con Kim Sung-je)           | 2010 | —          | 16         | —          |                                           |                      |
| «My Love» (con Park Gyu-ri)              | 2010 | —          | —          | —          | Daemul                                    |                      |
| «Rainbow Rose»                           | 2012 | —          | —          | —          | Rainbow Rose                              |                      |
| «Wanna Do»                               | 2012 | 100        | —          | —          | - KOR: 32,128+                            | Kara Solo Collection |
| «Radio»                                  | 2016 | —          | 69         | —          | - JPN: 8,850+ (digital)                   | Many Faces           |
| «Saigono Sayonara»                       | 2016 | —          | 10         | 7          | - JPN: 17,104+                            | Many Faces           |
| «Sukina Hitoga Irukoto»                  | 2016 | —          | 3          | 6          | - JPN: 31,099+ - RIAJ: Platinum (digital) | Many Faces           |
| «Fake»                                   | 2016 | —          | —          | 25         | - JPN: 5,378+                             | Many Faces           |
| «Koiwo Shiteitakoto»                     | 2016 | —          | —          | 24         | - JPN: 5,547+                             | Many Faces           |
| «Joshi Modoki»                           | 2017 | —          | 28         | —          |                                           | Many Faces           |
| «Goldmine»                               | 2017 | —          | —          | —          |                                           |                      |
| «Secret Crush - Koi Yamerarenai / My ID» | 2017 | —          | —          | 29         | - JPN: 2,913                              |                      |